# Professional Soldier
Professional Soldier is een Amerikaanse avonturenfilm uit 1935 onder regie van Tay Garnett. Destijds werd de film in Nederland uitgebracht onder de titel De overwinnaar.

## Verhaal
Kolonel Michael Donovan wordt ingehuurd door revolutionairen uit een koninkrijk in de Balkan. Ze willen dat hij de jonge koning Peter II ontvoert, zodat hun partij de macht kan grijpen. De vorst heeft schik in zijn ontvoering, omdat hij zo het duffe hofleven kan ontvluchten. Na de bevrijding van de koning belandt kolonel Donovan in de gevangenis. Hij ontsnapt in het besef dat de revolutionairen van plan zijn om koning Peter II te vermoorden.

## Rolverdeling
| Acteur              | Personage               |
| ------------------- | ----------------------- |
| Victor McLaglen     | Kolonel Michael Donovan |
| Freddie Bartholomew | Koning Peter II         |
| Gloria Stuart       | Gravin Sonia            |
| Constance Collier   | Augusta                 |
| Michael Whalen      | George Foster           |
| C. Henry Gordon     | Gino                    |
| Pedro de Cordoba    | Stefan Bernaido         |
| Lumsden Hare        | Paul Valdis             |
| Walter Kingsford    | Christian Ledgard       |
| Lester Matthews     | Prins Edric             |
| Dixie Dunbar        | Artiest                 |
| Rollo Lloyd         | Kabinetslid             |
| Maurice Cass        | Mijnheer Le Noir        |
| Sam Savitsky        | Mischa                  |